# Cheese in the Trap (serial telewizyjny)
Cheese in the Trap (hangul: 치즈인더트랩) – południowokoreański serial telewizyjny emitowany na antenie tvN. Serial był emitowany od 4 stycznia do 1 marca 2016 roku, w poniedziałki i wtorki o 23:00, liczy 16 odcinków. Główne role odgrywają w nim Park Hae-jin, Kim Go-eun, Seo Kang-joon oraz Lee Sung-kyung. Powstał w oparciu o webtoon o tym samym tytule autorstwa Soonkki, choć zawierał oryginalne zakończenie, ponieważ webtoon nie był ukończony w momencie kręcenia serialu.

## Obsada

### Główna
- Park Hae-jin jako Yoo Jung
- Kim Go-eun jako Hong Seol
- Seo Kang-joon jako Baek In-ho
- Lee Sung-kyung jako Baek In-ha

### W pozostałych rolach
Rodzina Hong
- Kim Hee-chan jako Hong Joon, najmłodszy brat Seol
- Ahn Gil-kang jako Hong Jin-tak, ojciec Seol
- Yoon Bok-in jako Kim Young-hee, matka Seol

Uniwersytet Yeon-yi
- Park Min-ji jako Jang Bo-ra
- Nam Joo-hyuk jako Kwon Eun-taek
- Ji Yoon-ho jako Oh Young-gon
- Yoon Ji-won jako Son Min-soo
- Moon Ji-yoon jako Kim Sang-cheol
- Kim Hye-ji jako Lee Da-young
- Cha Joo-young jako Nam Joo-yeon
- Yoon Ye-joo jako Kang Ah-young
- Oh Hee-joon jako Ha Jae-woo
- Go Hyun jako Kim Kyung-hwan
- Shin Joo-hwan jako Min Do-hyun
- Lee Woo-dong jako Heo Yoon-sub
- Hwang Seok-jeong jako profesor Kang
- Kim Jin-keun jako profesor Han

Inni
- Son Byong-ho jako Yoo Young-soo, ojciec Junga
- Kim Ki-bang  jako Kong Joo-yong

## Produkcja
Rola Hong Seol została początkowo zaoferowana Bae Suzy, ale z powodu protestów fanów oryginalnego webtoona aktorka odrzuciła ofertę.
Zdjęcia rozpoczęły się we wrześniu 2015 roku i zakończyły w styczniu 2016 roku.

## Odbiór
Serial Cheese in the Trap odniósł sukces zarówno w Korei Południowej, jak i w Chinach. Został sprzedany Chinom za 125 tys. USD za odcinek, stając się najdroższym serialem telewizji kablowej. Zdobył pochwałę za realistyczne przedstawianie życia studentów uniwersyteckich, ale został skrytykowany za odejście od oryginalnego webtoonu, kładąc zbytni nacisk na drugą główną męską rolę, a także za oryginalne zakończenie, które „zostało wykonane pośpiesznie” powodując „konsternację widzów”.

## Oglądalność
| No. | Data emisji           | Oglądalność | Oglądalność |
| No. | Data emisji           | TNmS        | AGB Nielsen |
| --- | --------------------- | ----------- | ----------- |
| 1   | 4 stycznia 2016(dts)  | 3,6%        | 2,6%        |
| 2   | 5 stycznia 2016(dts)  | 4,8%        | 2,9%        |
| 3   | 11 stycznia 2016(dts) | 5,2%        | 5,8%        |
| 4   | 12 stycznia 2016(dts) | 5,7%        | 5,8%        |
| 5   | 18 stycznia 2016(dts) | 6,5%        | 6,2%        |
| 6   | 19 stycznia 2016(dts) | 6,3%        | 6,6%        |
| 7   | 25 stycznia 2016(dts) | 6,0%        | 7,0%        |
| 8   | 26 stycznia 2016(dts) | 6,8%        | 7,1%        |
| 9   | 1 lutego 2016(dts)    | 7,1%        | 7,2%        |
| 10  | 2 lutego 2016(dts)    | 6,6%        | 7,6%        |
| 11  | 15 lutego 2016(dts)   | 5,6%        | 7,3%        |
| 12  | 16 lutego 2016(dts)   | 5,8%        | 7,2%        |
| 13  | 22 lutego 2016(dts)   | 6,2%        | 6,9%        |
| 14  | 23 lutego 2016(dts)   | 6,5%        | 7,2%        |
| 15  | 29 lutego 2016(dts)   | 5,9%        | 6,4%        |
| 16  | 1 marca 2016(dts)     | 6,9%        | 7,5%        |